# Герб Малотаранівки
Герб Малотаранівки — офіційний символ смт Малотаранівка Донецької області. Затверджений 30 червня 1999 р. рішенням №V/23-48 сесії селищної ради. Автор - художник-дизайнер Олександр Дехтярьов.

## Опис
В лазуровому щиті золотий сніп, перев'язаний зеленою стрічкою і супроводжуваний зверху двома золотими мечами в косий хрест. Щит обрамований пурпуровим наметом із золотим підбоєм; вгорі на золотій девізній стрічці лазуровий напис "МАЛОТАРАНІВКА", внизу лазурові цифри "1850".

## Значення символів
Схрещені мечі говорять про те, що селище засноване військовими. У центрі щита зображено символ врожаю та достатку – сніп.

## Критика
Цифри 1850 на офіційно затвердженій версії герба викликали критику, оскільки не є роком заснування чи перших згадок про селище, які датуються кінцем 1850-х, початком 1860-х років. У зв'язку з цим, наразі герб використовується без цих цифр.